# Ектор Родрігес
Ектор Родрігес Торрес (ісп. Héctor Rodríguez Torres; нар. 12 серпня 1951, Ґуанахай, Куба) — кубинський дзюдоїст, олімпійський чемпіон 1976 року, призер чемпіонату світу.

## Виступи на Олімпіадах
| Олімпіада     | Дисципліна | Місце |
| ------------- | ---------- | ----- |
| Мюнхен 1972   | до 63 кг   | 5     |
| Монреаль 1976 | до 63 кг   | 1     |
| Москва 1980   | до 65 кг   | 9     |